# 美楯山海一郎
美楯山 海一郎（みたてやま かいいちろう、1925年7月20日 -没年不明 ）は、立浪部屋、時津風部屋（当初は双葉山相撲道場）に所属した元力士。本名は樋下 茂（ひのした しげる）（旧姓田上）。岩手県盛岡市出身。174cm、77kg。最高位は東十両2枚目。得意技は右四つ、上手投げ。

## 経歴
1942年1月場所に初土俵。1948年5月場所に十両昇進。十両を16場所務め、十両上位に顔を出すこともあった。1954年5月場所に28歳で廃業した。力強さと粘り強さを活かして右四つから攻めたり、上手投げを繰り出す激しい取り口が身上であったが、相手の懐に潜り込んで相撲を取ることもあった。

## 主な成績
- 通算成績：157勝165敗14休 勝率.488
- 十両成績：97勝127敗 勝率.433
- 現役在位：32場所
- 十両在位：16場所
- 各段優勝
  - 幕下優勝：1回（1950年1月場所）
  - 序二段優勝：1回（1945年11月場所）

### 場所別成績
| 1942年 （昭和17年） | （前相撲）           | x                | （前相撲）             | x                  |
| 1943年 （昭和18年） | 西序ノ口30枚目 6–2   | x                | 東序二段37枚目 4–4     | x                  |
| 1944年 （昭和19年） | 西序二段25枚目 4–4   | x                | 東序二段15枚目 3–2     | 西三段目37枚目 1–4 |
| 1945年 （昭和20年） | x                    | x                | x                      | 東序二段 優勝 5–0  |
| 1946年 （昭和21年） | x                    | x                | 国技館修理 のため中止  | 西三段目6枚目 6–1  |
| 1947年 （昭和22年） | x                    | x                | 東幕下16枚目 3–2       | 東幕下8枚目 4–2    |
| 1948年 （昭和23年） | x                    | x                | 東十両15枚目 5–6       | 西幕下筆頭 5–1     |
| 1949年 （昭和24年） | 西十両8枚目 2–1–10   | x                | 西十両12枚目 7–8       | 西十両13枚目 5–10  |
| 1950年 （昭和25年） | 西幕下筆頭 優勝 12–3 | x                | 西十両8枚目 5–10       | 西十両13枚目 8–7   |
| 1951年 （昭和26年） | 東十両9枚目 9–6      | x                | 西十両4枚目 4–11       | 西十両9枚目 10–5   |
| 1952年 （昭和27年） | 東十両2枚目 8–7      | x                | 東十両2枚目 3–12       | 東十両7枚目 7–8    |
| 1953年 （昭和28年） | 西十両8枚目 9–6      | 西十両3枚目 5–10 | 東十両11枚目 4–11      | 西十両19枚目 6–9   |
| 1954年 （昭和29年） | 東幕下筆頭 4–4       | 東幕下筆頭 3–5   | 東幕下6枚目 引退 0–4–4 | x                  |
| 各欄の数字は、「勝ち-負け-休場」を示す。 優勝 引退 休場 十両 幕下 三賞：敢=敢闘賞、殊=殊勲賞、技=技能賞 その他：★=金星 番付階級：幕内 - 十両 - 幕下 - 三段目 - 序二段 - 序ノ口 幕内序列：横綱 - 大関 - 関脇 - 小結 - 前頭（「#数字」は各位内の序列） |                      |                  |                        |                    |

## 改名歴
- 田上 茂（たのかみ しげる）1942年1月場所 - 1945年11月場所
- 美楯山 茂（みたてやま しげる）1946年11月場所 - 1951年9月場所
- 美楯山 海一郎（みたてやま かいいちろう）1952年1月場所 - 1954年5月場所